# Mainstream (película)
Mainstream es una película de comedia dramática estadounidense de 2020 dirigida por Gia Coppola, quien coescribió el guion con Tom Stuart. Está protagonizada por Andrew Garfield, Maya Hawke, Nat Wolff, Johnny Knoxville y Jason Schwartzman.
Ambientada en West Hollywood, California, la película sigue a una joven cineasta en apuros, Frankie (Hawke), quien logra el éxito después de conocer a Link (Garfield), un hombre extraño y audaz que vive fuera de la red.
Tuvo su estreno mundial en el Festival de Cine de Venecia el 5 de septiembre de 2020. Se estrenó el 7 de mayo de 2021 por IFC Films. La película recibió reseñas negativas de los críticos.

## Reparto
- Andrew Garfield como Link
- Maya Hawke como Frankie Cabot
- Nat Wolff como Jake
- Jason Schwartzman como Mark Schwartz
- Alexa Demie como Isabelle Roberts
- Johnny Knoxville como Ted Wick
- Colleen Camp como Judy
- Jacqui Getty como Lisa
- Nick Darmstaedter como Kyler
- Marshall Bell como Marty
- Juanpa Zurita como él mismo
- Adam Barnhart como Oficial Adam
- Trevor White como Ben
- Casey Frey como Martin
- Charles Melton como él mismo
- Jake Paul como él mismo
- Patrick Starrr como él mismo
- Desmond Napoles como su persona
- Rola as ella misma

## Producción
En octubre de 2018, se anunció que Andrew Garfield, Maya Hawke, Nat Wolff y Jason Schwartzman se habían unido al elenco de la película, con Gia Coppola dirigiendo a partir de un guion que escribió junto a Tom Stuart. Fred Berger actuaría como productor bajo su sello Automatik. En mayo de 2019, Johnny Knoxville, Chris Messina, Alexa Demie y Colleen Camp se unieron al elenco de la película, con Coppola, Zac Weinstein, Lauren Bratman, Enrico Saraiva, Francisco Rebelo de Andrade y Jack Heller como productores bajo sus carteles American Zoetrope, Tugawood, Assemble Media y Dynasty Pictures.
La fotografía principal comenzó en mayo de 2019. La producción concluyó el 14 de junio de 2019.

## Estreno
La película tuvo su estreno mundial en el Festival de Cine de Venecia el 5 de septiembre de 2020. También fue seleccionada para proyectarse en el Festival de Cine de Telluride en septiembre de 2020, antes de su cancelación debido a la pandemia de COVID-19. En febrero de 2021, IFC Films adquirió los derechos de distribución de la película en Estados Unidos y fijó su estreno para el 7 de mayo de 2021.